# Dust Mohammad
Dūst Mohammad (farsi دوست‌محمد) è il capoluogo dello shahrestān di Hirmand, circoscrizione Centrale, nella provincia del Sistan e Baluchistan in Iran. Aveva, nel 2006, una popolazione di 6.902 abitanti. 
Si trova nella parte nord della provincia al confine con l'Afghanistan, era precedentemente parte dello shahrestān di Zabol. 